# 迪皮爾托
迪皮爾托（西班牙語：Dipilto），是尼加拉瓜的城鎮，位於該國西北部，由新塞哥維亞省負責管轄，面積105平方公里，海拔高度897米，2005年人口5,207，人口密度每平方公里49.59人。
13°43′N 86°30′W / 13.717°N 86.500°W